# 佩佩·马切纳
佩佩·马切纳（原名：José Tejada Marín），(1903年-1976年12月4日)，又名馬切納小子。是一個在佛朗明哥劇院時代的成功佛朗明哥歌手。他將更圓潤、更有裝飾性的佛朗明哥演唱傾向，推到了極致。由於他特殊的嗓音條件跟演唱風格，他在凡丹戈、來回調、以及自由調方面最為出色，使得這些曲式成為佛朗明哥劇院時代最流行的曲式，並且創造了一種新的來回調曲式：Colombiana，之後許多歌手例如 El Lebrijano 或是Enrique Morente便演唱 Colombiana。他也是第一個使用管弦樂團來伴唱的歌手，雖然後來他又回到使用吉他伴唱。
馬切納也改變了佛朗明哥歌手的公眾形象：他是第一個站在舞台上唱歌的佛朗明哥歌手，而不是如之前的佛朗明哥歌手一般，坐在椅子上。而且他往往穿著奇裝異服，如騎馬服裝。他的演唱風格都和到了廣泛模仿，以致於該時代被稱為“馬切納時代(Marchenismo)”。他是第一個真正的明星佛朗明哥歌手，在他之前，佛朗明哥被限制在小場地和劇院，而他可以吸引群眾坐滿大劇院、甚至鬥牛場。